# I. Valerian
I. Valerian (născut Valeriu Ionescu; n. 1 august 1895, Ivești, Galați, România – d. 20 noiembrie 1980, București, România) a fost un poet, prozator și jurnalist român.

## Biografie
S-a născut în satul Ivești (azi în județul Galați), ca fiu al funcționarului Fotache Ionescu, care a lucrat la Ivești și Tecuci, și al soției sale, Amalia, și și-a petrecut copilăria la Tecuci. A urmat studii primare la Școala „D. A. Sturza” din Tecuci (1903-1907), unde a fost coleg cu Ion Dongorozi, apoi a frecventat cursurile Liceului „Vasile Alecsandri” din Galați din 1907 până în 1915.
În 1916, în timpul Primului Război Mondial, a urmat Școala de ofițeri de rezervă din București și a luptat în Bătălia de la Mărăști, făcând parte dintr-o unitate aflată în componența Armatei a II-a comandate de generalul Alexandru Averescu. A fost rănit pe 6 august 1917 la Mărăști, fiind avansat la gradul de locotenent și decorat cu Ordinul „Coroana României” cu spade în grad de cavaler.
Între anii 1917 și 1921 a locuit la Bârlad, unde și-a refăcut sănătatea; aici a colaborat cu scriitorii Alexandru Vlahuță și George Tutoveanu și a devenit membru al Academiei Bârlădene. S-a căsătorit în 1922 cu profesoara Elena Ganea, cu care a avut două fete. A absolvit Facultatea de Litere și Filosofie a Universității din București în 1925. A lucrat acolo ca profesor, inspector școlar și secretar general al Societății Scriitorilor Români.
A desfășurat activități educative în cadrul mai multor instituții și organizații ale statului român: a lucrat la Direcția învățământului militar din Ministerul Apărării Naționale (1932-1937), a fost șef de serviciu în cadrul Oficiului de Educație al Tineretului Român (1937-1938) și a făcut parte din conducerea organizației Straja Țării. În timpul celui de-Al Doilea Război Mondial a condus un serviciu în Direcția Presei din Ministerul Propagandei Naționale (1941-1944) și a fost promovat în conducerea Societății Scriitorilor Români. S-a recăsătorit în 1943 cu Aurelia Grigoriță Tomescu (1906-1987), care a devenit cunoscută sub pseudonimul literar Grig Malciu. A fost pensionat în 1945, după instalarea guvernului Petru Groza, continuând să activeze în Asociația voluntarilor pentru sprijinirea apărării patriei (A.V.S.A.P.). A murit la 21 noiembrie 1980.

## Activitatea literară
A debutat în 1919 cu versuri publicate în revista Florile dalbe din Bârlad. În anul 1922 a devenit membru al Societății Scriitorilor Români. Debutul editorial a avut loc cu volumul de versuri Caravanele tăcerii (1923), distins în anul următor cu Premiul „Vasile Adamachi” al Academiei Române. Apariția volumului a fost remarcată de criticul literar Eugen Lovinescu care considera că, asemenea lui Emil Dorian, Mihail Celarianu și Camil Baltazar, I. Valerian va avea o carieră literară deosebit de promițătoare.
După mutarea la București, în 1925, a participat la ședințele cenaclului literar Sburătorul condus de Eugen Lovinescu, publicând versuri în revista Sburătorul literar. A colaborat la Adevărul literar și artistic, Cugetul românesc, Sinteza, Flamura, Societatea de mâine, Graiul nostru, Azi, Sburătorul, Sburătorul literar, Universul literar, Viața Romînească, Revista Fundațiilor Regale, Gazeta literară, România literară ș.a. La 10 iulie 1925 a fost ales membru al Societății Regale Române de Geografie (secretar general Al. Tzigara-Samurcaș).
În perioada 20 februarie 1926 - 15 iunie 1941 a editat revista Viața literară din București, una dintre cele mai
importante publicații literare interbelice. Revista a publicat scrieri ale unor autori renumiți precum Vasile Pârvan, Ion Barbu, Constantin Rădulescu-Motru, Ion Petrovici, Ioan Bianu ș.a. și a promovat în cele 322 de numere ale sale numeroși scriitori tineri. Potrivit criticului George Călinescu, Valerian a dovedit prin revistele Viața literară (1926-1941) și Sentinela (1939-1944) o viziune largă într-o epocă dominată de minți înguste.
I. Valerian a avut parte de recenzii pozitive pentru volumul de versuri Stampe (1927) și pentru romanul Cara Su / Apă neagră (1935). În 1967 a fost reprimit în Uniunea Scriitorilor din România, remodelată de autoritățile comuniste după Societatea Scriitorilor Români. A publicat apoi un volum de interviuri intitulat Cu scriitorii prin veac (1967), care conține 39 de interviuri cu personalități literare românești, o ediție revizuită a romanului Cara Su (1969) și volumul memorialistic Chipuri din viața literară (1970).

## Opera
- Caravanele tăcerii, poezii, Ed. „Convorbiri literare”, București, București, 1923;
- Stampe, poezii, București, 1927;
- Cara-Su, roman, Ed. Cultura Națională, București, 1935 (ed. a II-a revăzută, Editura pentru literatură, București, 1969);
- Cu scriitorii prin veac, interviuri, Editura pentru literatură, București, 1967;
- Chipuri din viața literară, însemnări memorialistice, Ed. Minerva, București, 1970.